# Typhoptera pfeifferae
Typhoptera pfeifferae är en insektsart som först beskrevs av Brunner von Wattenwyl 1895.  Typhoptera pfeifferae ingår i släktet Typhoptera och familjen vårtbitare. Inga underarter finns listade i Catalogue of Life.